# Polycentropus cheliceratus
Polycentropus cheliceratus – gatunek chruścika z rodziny przyocznicowatych i podrodziny Polycentropodinae.
Gatunek ten opisany został po raz pierwszy w 2011 roku przez Stevena W. Hamiltona i Ralpha W. Holzenthala na łamach „ZooKeys”. Jako lokalizację typową wskazano południowe okolice Teresópolis w brazylijskim stanie Rio de Janeiro.
Chruścik o ciemnobrązowym do czarnego ciele i brązowych odnóżach. Skrzydło przednie osiąga od 6,6 do 7,6 mm długości. Brak na skrzydle łatek z jaśniejszych szczecinek, dominują delikatne szczecinki czarne. Odwłok samca ma kwadratowe w widoku bocznym, a w widoku brzusznym lekko trapezowate z bardzo słabo przewężonymi pośrodku bokami oraz lekko wklęśniętym brzegiem tylnym dziewiąte sternum. Tak długa jak wysokość odwłoka, delikatnie dobrzusznie zakrzywiona, w widoku grzbietowym na niemal całej długości równośrednicowa i tylko u szczytu stopniowo zwężona przysadka pośrednia ma niezmodyfikowaną nasadę. Przysadka preanalna ma krótki, u szczytu zaokrąglony wyrostek mezolateralny połączony szeroko podstawą z dobrzusznie skierowanym, palcowatym wyrostkiem mezowentralnym tejże przysadki. Przysadka dolna jest w widoku brzusznym owalna z wydatnym, zaostrzonym kolcem kaudalnomezalnym, z kolei w widoku bocznym krótka, okrągława, o niskiej, od góry zaokrąglonej flance grzbietowo-bocznej, pozbawiona kolca mezowentralnego. Przeciętnie krótka fallobaza ma wąski wyrostek wierzchołkowo-brzuszny z jednym szczytem, bardzo wąskie pasmo zesklerotyzowane endoteki i wąski w widoku grzbietowym skleryt fallotremy. Y-kształtny skleryt subfalliczny ma wąską nóżkę i długie ramiona.
Owad neotropikalny, endemiczny dla Brazylii.